# Piratenzoon
Piratenzoon is een historische jeugdroman van Rob Ruggenberg. Het is een fictieboek gebaseerd op ware gebeurtenissen. Het is een uitgave van Querido. De jeugdroman verscheen op vrijdag 27 oktober 2017 en werd officieel gepresenteerd in het eeuwenoude belfort van Sluis, de plaats waar het verhaal zich grotendeels afspeelt. Het boek is geschikt voor lezers vanaf 13 jaar.

## Verhaal
Het boek speelt zich af in het begin van de 17de eeuw, tijdens de Tachtigjarige Oorlog (de Opstand). Het vertelt over de jonge Zain, zoon van een Barbarijse piraat en een Nederlandse slavin. Hij wordt gevangengenomen door Spanjaarden en naar de galeien gestuurd. Met die galeien bevecht admiraal Federico Spinola vanuit de Spaansgezinde havenstad Sluis de Nederlandse opstandelingen. Na enkele zeeslagen waarbij de galeienvloot grotendeels wordt vernietigd, slaat prins Maurits het beleg voor Sluis en begint de stad uit te hongeren. 